# Canon EOS 550D
Canon EOS 550D är en digital systemkamera inom familjen Canon EOS från Canon. Den började säljas i slutet av februari 2010.

## Specifikationer
- 18 MP APS-C CMOS-sensor
- DIGIC 4-processor med ISO 100–6 400 (kan utökas till 12800)
- Bildserier med 3,7 bilder per sekund
- Videosekvenser i Full HD med manuell kontroll och valbara bildfrekvenser
- 7,7 cm (3,0") 3:2 ClearView LCD med 1 040 000 punkter
- iFCL-mätningssystem med Dual Layer mätningssensor och 63 zoner
- Snabbkontrollfönster för ändring av inställningar
- Exponeringskompensation i steg om +/-5
- Valbart maxvärde för Auto ISO
- Uttag för extern mikrofon
- Funktionen "Beskär video"
- Kompatibel med Eye-Fi-Connected funktioner